# Цианатэфирные смолы
Цианатэфирные смолы — мономеры или олигомеры, содержащие цианатэфирные группы и способные при повышенных температурах образовывать сшитые полимеры. 
Цианатэфирные смолы является исходным сырьем для получения термостойких композиционных материалов.

## Получение
Наибольшее распространение  получил синтез цианатэфирных мономеров/олигомеров путем замещения водорода в гидроксильной группе на цианидную группу. В качестве исходного компонента с гидроксильной группой используют фенолы различного строения. Цианирование проводят с помощью избытка цианирующих агентов (хлорциан или бромциан) в присутствии поглотителя галогеноводорода (как правило триэтиламин) в среде органического растворителя (дихлорметан, четыреххлористый углерод, ацетон, тетрагидрофуран и пр.) при температурах не выше 0°С. После прохождения реакции смесь промывают водным раствором гидроксида натрия, для нейтрализации избытка цианирующего агента и экстракции триэтиламмонийных солей. После чего, полученный цианатэфирный мономер/олигомер выделяют из раствора органического растворителя упариванием под вакуумом. Выход конечного продукта составляет порядка 95%.
Совокупность реакций протекающих при синтезе цианатэфирных связующих с использованием бромциана можно представить схемой (красным цветом отмечены возможные пути побочных реакций, синим цветом - реакция связывания выделяющегося бромоводорода):

## Строение цианатэфирных смол

### Цианатэфирные смолы на основе фенолов
Синтезировано и описано большое количество мономеров, олигомеров и даже полимерных соединений, содержащих цианатэфирные группы. Наибольшее распространение получили цианатэфирные смолы на основе бисфенолов - бисфенола А, бисфенола E, бисфенола М, бисфенола AF и пр. Невысокая стоимость исходного сырья и высокие конечные свойства получаемых полимеров определили широкое использование данного вида мономеров.

Схема химического строения наиболее распространенных цианатэфирных мономеров на основе бисфенолов. 1 - дицианат бисфенола-А; 2 - дицианат бисфенола-Е; 3 - дицианат бисфенола-М; 4 - дицианат бисфенола-AF

Синтезированы многофункциональные мономеры, которые, пока, не получили широкого распространения, не смотря на то, что полимеры на их основе демонстрируют более высокую теплостойкость. Многофункциональным цианатэфирам свойственна также высокая температура начала разложения. Наиболее термостойкий из синтезированных цианатэфирных соединений - 1,3,5-трис-[4-(4-цианатофенил)фенил]бензол имеет температуру начала разложения 515 °С.

1,1,1-трис(4-цианатофенил) этан - представитель многофункциональных мономеров, входивший в состав промышленного связующего ESR-255

Недавно были получены мономеры на основе природного сырья 

. Исходным сырьем для получения таких мономеров является: ресвератрол (мономер 1), который содержится в корнях растений рода Рейнутрия; анетол (мономер 2) – эфир, содержащийся в маслах бадьяна настоящего, фенхеля и других растений; лигнин (мономер 3), который массово содержится в растительном сырье.

Представители цианатэфирных мономеров на основе природного сырья. 1 - 1-(4-цианатофенил)-2-(3,5-дициантофенил)этан; 2 - 1-этил-2-метил-3-(4-циантофенил)-5-цианатоиндан; 3 - 1,1-бис(4-цианато-2-метилфенил)пропан

Также были получены мономеры с гетероатомами. Мономеры с кислородом позволяет получать полимеры с повышенной деформационной способностью - относительная деформация при разрыве достигает 6% для полимера на основе бис(4-цианатофенил)эфира.

бис(4-цианатофенил)эфир - представитель мономера с эфирным мостиком

Мономеры с серой, примерами которых являются бис(4-цианатофенил)тиоэфир (мономер 1) и бис(4-цианатофенил)сульфон (мономер 2), позволяют получать полимеры стойкие к термоокислительному старению, растворителям и горению

Недостатком таких мономеров является сложность их переработки.
Мономеры с фосфором привлекают внимание как средство снижения горючести цианатэфирных полимеров
.

бис(4-цианатофенил)фенилфосфиноксид (1) и трис(4-цианатофенил) фосфат (2) - представители фосфорсодержащих мономеров

Наличие атома кремния в составе мономера приводит к получению термостойких полимеров с высокой температурой стеклования и низким влагопоглощением.

бис(4-цианатофенил)диметилсилан - мономер с атомом кремния

### Цианатэфирные смолы на основе алифатических и фторалифатических спиртов
Мономеры с алифатическим радикалом (на основе алифатических спиртов) не устойчивы. Хотя сообщалось, что введение фрагментов карборана позволяет стабилизировать такие соединения.
Удалось синтезировать фторалифатические цианатэфирные мономеры. Полимеры на основе таких мономеров показывали низкое влагопоглощение и диэлектрическую проницаемость, однако широкого распространения не получили.

2,2,3,3,4,4,5,5,6,6,7,7,8,8,9,9,10,10,11,11-эйкозадекафтор-1,10-дицианатододекан - представитель фторалифатических цианатов

### Олигомерные цианатэфирные смолы
Широкое распространение получили цианатэфирные олигомеры на основе новолачных смол - фенолтриазиновые смолы (ФТ-смолы). Строение этих соединений, в общем виде, можно выразить структурой:
Молекулярная масса олигомеров изменяется от 320 (n = 2-3) до 2000 (n = 15-20). Агрегатное состояние при комнатной температуре с увеличением молекулярной массы изменяется от вязко-жидкого (вязкость около 300 Па·с) до твердого.
Были синтезированы и другие цианатэфирные олигомеры, которые, в отличие новолачных цианатэфирных мономеров, не получили промышленного внедрения. Среди них, интерес могут представлять олигомерные ариленоксиды с концевыми и боковыми цианатными группами, а также кремнийорганические олигомеры . На основе последних возможно получение высокоэластичных, в широком интервале температур, материалов.

Ариленоксидный (1) и кремнийорганический (2) цианатэфирный олигомер

## Отверждение циантэфирных смол
Отверждение цианатэфирных смол основано на способности цианатэфирных групп вступать во взаимное взаимодействие в реакции циклотримеризации, с формированием триазинового кольца - узла сетки сшитого полимера. Сообщалось, что чистые цианатэфирные мономеры не склонны к прохождению данной реакции, как минимум, до температур 250°С. Однако, наличие фенолов, которые в следовых количествах остаются после синтеза цианатэфирных смол, способствует прохождению реакций циклотримеризации при повышенных температурах. Данные о возможности полного отверждения цианатэфирных смол при комнатной температуре отсутствуют.
Сшивание цианатэфирных мономеров происходит в несколько стадий, первой из которых является стадия взаимодействия цианатэфирного мономера с остатками фенола с образованием иминокарбамата, и считается лимитирующей стадией всего процесса. При этом отмечается, что сам образующийся иминокарбамат является катализатором прохождения данной реакции, т.е. процесс является автокаталитическим. Остатки триэтиламина после синтеза также могут ускорять этот этап сшивки. В последующих этапах, происходит последовательное присоединение двух молекул с цианатэфирными группами и отщепление молекулы фенола с образованием s-триазинового кольца. Отмечается также, что возможно наличие альтернативного пути, который заключается в последовательном присоединении двух молекул иминокарбамата к исходному иминокарбамату с отщеплением молекулы фенола на каждом этапе (вероятно реализуется при большом содержании иминокарбамата в реакционной смеси).

Механизм реакции циклотримеризации. Синим цветом отмечен альтернативный путь циклотримеризации, пунктиром - автокатализ реакции образования иминокарбамата.

### Катализаторы отверждения
Относительно медленная скорость реакции циклотримеризации и потребность в снижении температур отверждения приводит к необходимости использования катализаторов. В качестве катализаторов реакций циклотримеризации выступают фенолы, карбаматы, следы воды - эти соединения присутствуют в мономере естественным образом. Однако, часто вводят дополнительные катализаторы. Наибольшее распространение нашли карбоксилаты и хелатные соединения переходных металлов. Широко используемыми примерами таких соединений являются нафтенаты и ацетилацетонаты кобальта, меди, цинка и др. Однако соединения не всех металлов могут выступать в качестве катализаторов - свинец, олово, титан могут вызывать реакции гидролиза и трансэтерификации, что является нежелательным.
Сами по себе данные соединения плохо растворяются в цианатных мономерах, поэтому применяются вспомогательные катализаторы – алкилфенолы, бисфенолы, спирты, ароматические амины (высококипящие), которые в свою очередь также проявляют каталитическую активность. Самое широкое распространение для этих целей получил нонилфенол (как правило в виде смеси орто- и пара-изомеров).
Тип переходного металла и его концентрация определяет срок хранения смолы, время жизни при переработке и температуры отверждения. Так, время хранения смолы при 25°С изменяется от 20 часов для нафтената цинка в концентрации 0,015% масс. до 950 часов в случае использования ацетилацетоната кобальта (III) в концентрации 0,012% масс.
Отмечено, что наибольшей активностью обладают соединения цинка (II), меди (II), железа (III), менее активны соединения кобальта (II) и алюминия (III).
Предложены несколько механизмов катализа циклотримеризации переходными металлами. Один из возможных механизмов подразумевает, что ионы металла действуют как кластерообразующие центры для цианатэфирных групп и облегчают взаимодействие с фенолами. Этот механизм можно представить следующей схемой:
Применение металлсодержащих катализаторов может приводить к побочным процессам. Так, отмечено, что металлические катализаторы усиливают гидролиз цианатных эфиров, что приводит к накоплению карбаматов, негативно влияющих на свойства отвержденного связующего. Соли цинка особенно активны в этом отношении. Также возникают проблемы с хранением, т.к. катализаторы ускоряют реакции циклотримеризации уже при комнатных температурах.

## Свойства гомополимеров на основе цианатэфирных смол
В таблице представлены свойства цианатэфирных гомополимеров на основе данных приведенных в дополнительных материалах к обзорной статье. Для некоторых полимеров (наиболее часто являющихся объектом исследований) в литературе встречается широкий разброс данных для одной и той же величины, в некоторых случаях очень противоречивый. Например, для полимера на основе дицианата бисфенола-А значение температуры стеклования колеблется в диапазоне температур от 225 до 323°С. Такой разброс может быть объяснен различными методиками определения данной величины, степенью полимеризации связующего и другими факторами. В данном случае, в таблице приводится общепризнанное характерное значение.
| Химическое строение мономера | Температура плавления мономера, °С | Свойства гомополимеров                      | Свойства гомополимеров                           | Свойства гомополимеров                                                             | Свойства гомополимеров                         | Свойства гомополимеров                                                              | Свойства гомополимеров   | Свойства гомополимеров                | Свойства гомополимеров                            | Свойства гомополимеров                                            |
| Химическое строение мономера | Температура плавления мономера, °С | Температура стеклования сухого полимера, °С | Температура стеклования после влагонасыщения, °С | Температура начала деструкции, °С (определенная методом ТГА в интертной атмосфере) | Коксовый остаток в интерной атмосфере, % масс. | Вещественная часть комплексной относительной диэлектрической проницаемости при 20°С | Влагопоглощение, % масс. | Скорость высвобождения энергии, Дж/м2 | Тепловыделяющая способность, Дж/г•К (при горении) | Дымообразующая способность, м2/кг (при тепловом потоке 75 кВт/м2) |
| ---------------------------- | ---------------------------------- | ------------------------------------------- | ------------------------------------------------ | ---------------------------------------------------------------------------------- | ---------------------------------------------- | ----------------------------------------------------------------------------------- | ------------------------ | ------------------------------------- | ------------------------------------------------- | ----------------------------------------------------------------- |
|                              | 78                                 | 289                                         | 197                                              | 410                                                                                | 39 (при 900°С)                                 | 2,91 (1 МГц) 2,79 (1 ГГц)                                                           | 1,89 (100°С, 100 ч)      | 140                                   | 283                                               | 683                                                               |
|                              | 29                                 | 280                                         | 183                                              | 427                                                                                | 40 (при 800°С)                                 | 2,98 (1 МГц) 2,85 (1 ГГц)                                                           | 2,4 (100°С, 500 ч)       | 190                                   | 316                                               | 540                                                               |
|                              | 68                                 | 192                                         | -                                                | 439                                                                                | 31 (при 900°С)                                 | 2,64 (1 МГц) 2,53 (1 ГГц)                                                           | 0,6 (100°С, 500 ч)       | 210                                   | 239                                               | 906                                                               |
|                              | 106                                | 252                                         | 234                                              | 360                                                                                | 30 (при 900°С)                                 | 2,75 (1 МГц) 2,67 (1 ГГц)                                                           | 1,4                      | 175                                   | 280                                               | 771                                                               |
|                              | 88                                 | 270                                         | 195                                              | 453                                                                                | 32 (при 900°С)                                 | 2,66 (1 МГц) 2,54 (1 ГГц)                                                           | 2,9 (100°С, 500 ч)       | -                                     | 62                                                | 55                                                                |
|                              | 81                                 | 200                                         | -                                                | 300                                                                                | 56 (при 900°С)                                 | -                                                                                   | -                        | -                                     | 24                                                | 97                                                                |
|                              | 80                                 | 251                                         | 170                                              | 390                                                                                | 43 (при 900°С)                                 | 3,12 (1 МГц)                                                                        | 2,3                      | -                                     | -                                                 | -                                                                 |
|                              | 133                                | 370                                         | -                                                | 390                                                                                | 53 (при 900°С)                                 | 3,1 (1 ГГц)                                                                         | -                        | -                                     | -                                                 | -                                                                 |
|                              | 122                                | 345                                         | -                                                | 446                                                                                | 48 (при 900°С)                                 | -                                                                                   | -                        | -                                     | -                                                 | -                                                                 |
|                              | 104                                | > 419                                       | 224                                              | 420                                                                                | 59 (при 600°С)                                 | -                                                                                   | 3,5 (85°С, 96 ч)         | -                                     | -                                                 | -                                                                 |
|                              | 160                                | -                                           | -                                                | 380                                                                                | 67 (при 816°С)                                 | -                                                                                   | -                        | -                                     | 10                                                | -                                                                 |
|                              | 89                                 | 271                                         | -                                                | 431                                                                                | 48                                             | 3,05 (1 ГГц)                                                                        | -                        | 215                                   | -                                                 | -                                                                 |
|                              | 94                                 | 265                                         | 160                                              | 400                                                                                | 46                                             | 3,1 (1 ГГц)                                                                         | 2,4 (100°С, 500 ч)       | 145                                   | -                                                 | -                                                                 |
|                              | 50                                 | 288                                         | -                                                | -                                                                                  | -                                              | -                                                                                   | -                        | -                                     | -                                                 | -                                                                 |
|                              | 60                                 | 265                                         | 225                                              | 420                                                                                | 43 (при 600°С)                                 | -                                                                                   | 1,5 (90°С, 1000 ч)       | -                                     | -                                                 | -                                                                 |
|                              | -                                  | 410                                         | 245                                              | 410                                                                                | 62 (при 900°С)                                 | 3,1 (1 МГц) 2,97 (1 ГГц)                                                            | 3,8                      | 60                                    | 88                                                | 306                                                               |
|                              | -                                  | 244                                         | -                                                | 405                                                                                | 33 (при 900°С)                                 | 2,8 (1 МГц)                                                                         | 1,4                      | 125                                   | 493                                               | 627                                                               |

## Свойства композиционных материалов на основе цианатэфирных смол
В таблице представлены типовые механические свойства композиционных материалов на основе непрерывных волокнистых наполнителей (волокна, ткани) на основании данных представленных производителями связующих. Свойства могут быть существенно изменятся при изменении технологических условий изготовления образцов, изменения состава связующего, его объемного содержания, использования различных схем армирования композита. Также механические свойства существенным образом зависят от температуры испытания, воздействия влаги, термоокислительного старения и других внешних факторов.
| Марка препрега/связующего                                       | TC410 Toray (на основе бисфенолов)      | TC410 Toray (на основе бисфенолов)                                             | Toray BTCy-2 (на основе бисфенолов)                             | Toray EX1515 (на основе бисфенолов)                                         | НИИКАМ РС (на основе бисфенолов)        | НИИКАМ РС (на основе бисфенолов)        |
| Армирующий наполнитель                                          | Высокомодульное углеродное волокно M55J | Кварцевая ткань сатинового переплетения Astroquartz 4581 AQ III (284 г/кв. м.) | Стеклянная ткань сатинового переплетения 7781 FG (300 г/кв. м.) | Арамидная ткань сатинового переплетения LMR 120 KEVLAR 49 PW (120 г/кв. м.) | Высокопрочное углеродное волокно UMT 45 | Высокопрочное углеродное волокно UMT 45 |
| Ориентация наполнителя                                          | Однонаправленная                        | Однонаправленная ориентация нити основы                                        | Однонаправленная ориентация нити основы                         | Однонаправленная ориентация нити основы                                     | Однонаправленная                        | Квазиизотропная (0/45/90°)              |
| Направление испытания                                           | Вдоль направления 0°                    | Вдоль направления 0°                                                           | Вдоль направления 0°                                            | Вдоль направления 0°                                                        | Вдоль направления 0°                    | Вдоль направления 0°                    |
| Прочность при растяжении, МПа (ASTM D 3039, 20°С)               | 2201                                    | 731                                                                            | 483                                                             | 558                                                                         | 2451                                    | 743                                     |
| Модуль упругости при растяжении, ГПа (ASTM D 3039, 20°С)        | 307                                     | 28                                                                             | 22,1                                                            | 36,5                                                                        | 178                                     | 63                                      |
| Прочность при сжатии, МПа (ASTM D 6641, 20°С)                   | 951                                     | 577                                                                            | 441                                                             | 203                                                                         | 1323                                    | 576                                     |
| Модуль упругости при сжатии, ГПа (ASTM D 6641, 20°С)            | 323                                     | 28                                                                             | 21                                                              | 32                                                                          | -                                       | -                                       |
| Разрушающее напряжение при изгибе, МПа (ASTM D 7264, 20°С)      | 862                                     | 814                                                                            | 593                                                             | 517                                                                         | 2788                                    | 1609                                    |
| Модуль упругости при изгибе, ГПа (ASTM D 7264, 20°С)            | 255                                     | 25                                                                             | 21                                                              | 20                                                                          | 144                                     | 98                                      |
| Предел прочности при межслойном сдвиге, МПа (ASTM D 2344, 20°С) | 58                                      | 58                                                                             | 55                                                              | 42                                                                          | 116                                     | 85                                      |

Композиционные материалы на основе цианатэфирных смол широко используются для изготовления радиопрозрачных конструкций (обтекателей, укрытий и т.п.), так как обладают высокими радиофизическими характеристиками. В таблице представлены характерные радиофизические свойства цианатэфирных композитов для радиотехнического применения на основании данных компании Toray Advanced Composite.
| Тип армирующего наполнителя              | Кварцевая ткань сатинового переплетения Astroquartz 4581 AQ III | Стеклянная ткань сатинового переплетения 7781 FG |
| Диэлектрическая проницаемость, ε'        | 3,19 (1 МГц) 3,17-3,32 (1 ГГц)                                  | 4,30 (1 МГц) 4,40 (1 ГГц)                        |
| Тангенс угла диэлектрических потерь, tgδ | 0,001 (1 МГц) 0,001 (1 ГГц)                                     | 0,006 (1 МГц) 0,002 (1 ГГц)                      |

## Применение цианатэфирных смол
Основная область применения цианатэфирных смол это создание полимерных композиционных материалов. Превосходные свойства цианатэфирных полимеров, но достаточно высокая стоимость, определяет применение этих материалов в таких сферах как авиация, военная техника, микроэлектроника, ракетно-космическая техника, транспорт.
Материалы на основе бисфенольных цианатэфирных смол имеют характерные максимальные температуры эксплуатации - 200...260°С, и занимают промежуточное положение между материалами на основе эпоксидных смол (температуры эксплуатации до 150...200°С) и материалами на основе полиимидных связующих (температуры эксплуатации до 300...370°С). Фенолтриазиновые цианатэфирные композиты имеют еще более высокие температуры эксплуатации и могут кратковременно применяться при температурах до 400°С.
Сообщалось, что истребитель Dassault Rafale содержит множество термостабильных деталей из цианатэфирных композитов.

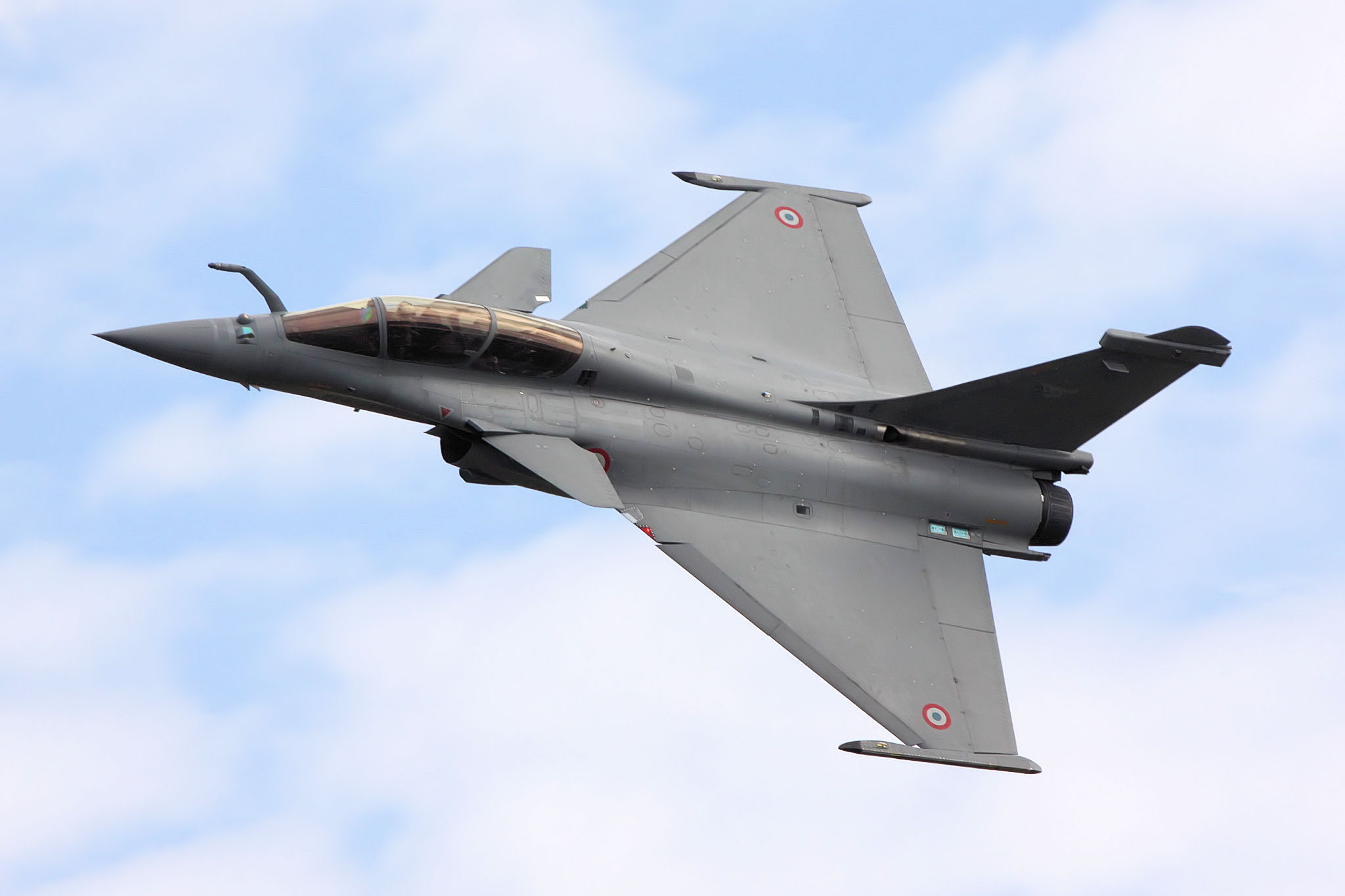
Dassault Rafale - истребитель, на котором были применены цианатэфирные материалы

Британская компания Rolls-Royce Group plc - ведущий мировой производитель авиационных, судовых двигателей, промышленных турбин - ведет разработки по внедрению цианатэфирных смол (в частности, фенолтриазиновых смол) в производство элементов турбин из композиционных материалов, эксплуатирующихся при температурах более 250°С.
Из цианатэфирного композита была изготовлена крышка капота двигателя вертолета разработки КБ "Камова".
Около 60% масс. термонагруженных элементов воздуховодов двигателей самолетов Airbus 340/380, выполнены из цианатэфирных материалов.
Другим отличительным свойством полимеров на основе бисфенольных цианатэфирных смол являются низкие значения диэлектрической проницаемости - 2,64...2,98 (на 1 МГц), что обуславливает их применение для создания материалов радиопрозрачных укрытий антенн, обтекателей, а также их применение в качестве печатных плат для микроэлектроники.
Радиопрозрачные окна истребителей F-35, F-18, F-22, самолета разведки, наблюдения, управления боем и войсками Northrop Grumman E-8 Joint STARS, БПЛА фирмы General Atomics Aeronautical Systems, Inc., выполнены из цианатэфирных кварцепластиков. Радиопрозрачные обтекатели фирмы General Dynamics для обеспечения доступом в интернет пассажиров гражданских самолетов также выполнены из цианатэфирных композитов.
Ряд ответственных элементов электроники двигателей самолетов Boeing 737/777 выполнены на основе печатных плат из цианатэфирных связующих.

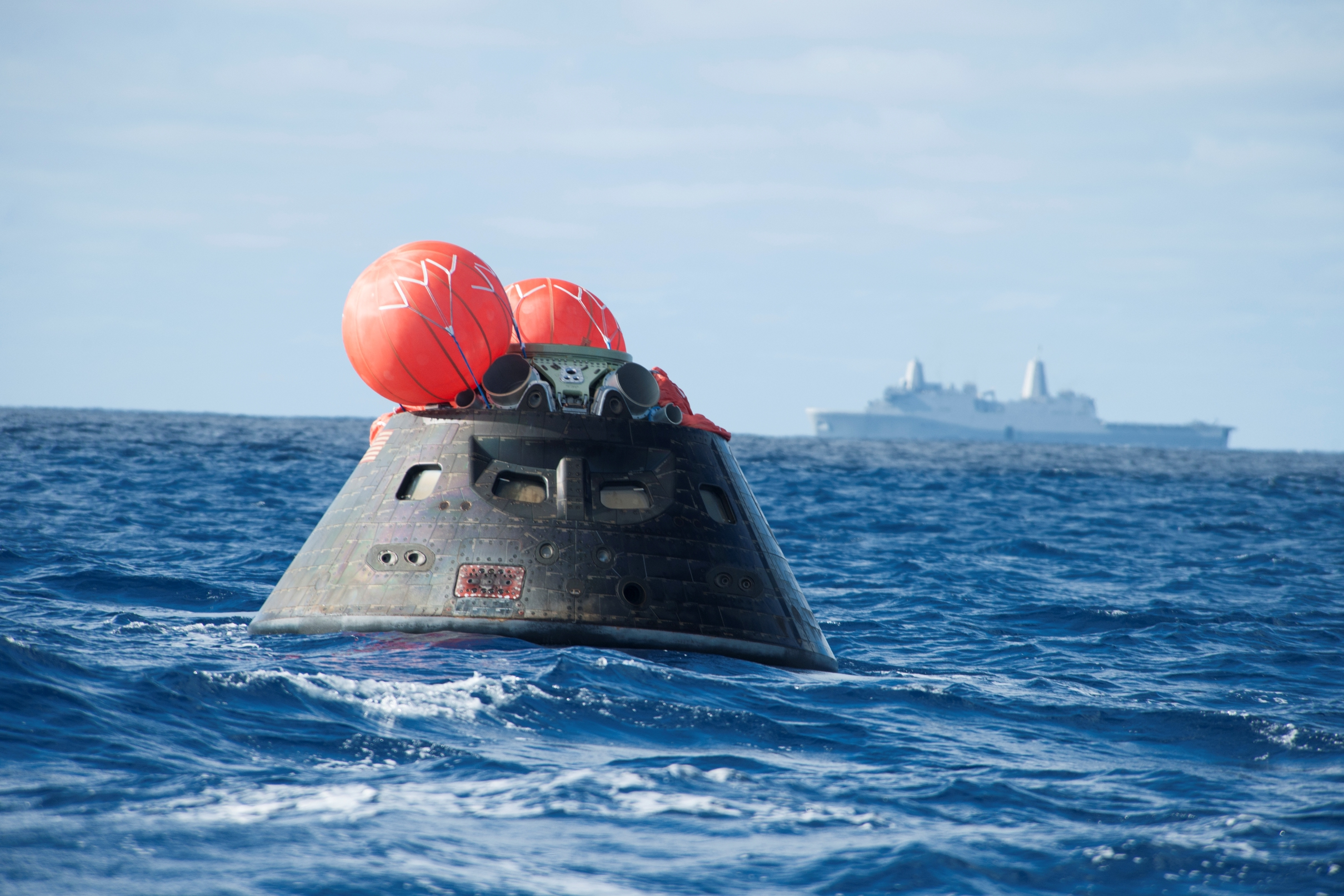
Возвращаемая капсула корабля Орион после приводнения в Тихом океане 5 декабря 2014 г. Видны черные плитки теплозащиты из фенолтриазинового абляционного материала.

Низкое влагопоглощение, невысокий КЛТР, стойкость к радиации, низкое выделение летучих компонент и отсутствие растрескивания в условиях глубокого вакуума определяют применение цианатэфирных материалов в космической технике. Несущие конструкции телескопа им. Джеймса Уэбба выполнены из цианатэфирных углепластиков. Элементы грузовой платформы The Super Lightweight Interchangeable Carrier, предназначенной для крепления деталей телескопа "Хаббл" при доставке на орбиту для технического обслуживания телескопа также выполнены из цианатэфирных композитов. Фермовые конструкции для крепления элементов солнечных панелей на современной космической технике также выполняются из данных материалов. Примером такой конструкции являются углепластиковые крепления для солнечных панелей, разработанные фирмой Airbus Defence and Space и применяемые для миссий под эгидой ЕКА. В частности, аппараты миссий BepiColombo и Solar Orbiter использовали такие элементы солнечных панелей .
Крупным потребителем цианатэфирных связующих на территории России является компания АО "ИСС", которая массово использует их при изготовлении своих космических аппаратов.
Рефлекторы антенных систем космических аппаратов также являются перспективным направлением применения цианатэфирных композитов. Рефлектор антенны космического аппарата программы NASA [[Soil Moisture Active Passive|SMAP]] выполнен именно из таких материалов.
Фенолтриазиновые связующие рассматриваются как перспеспективные материалы для замены классических фенолформальдегидных смол в абляционных материалах для теплозащиты спускаемых космических аппаратов. NASA ведет разработку таких абляционных материалов с 70-х гг. XX века. В конце 90-х гг. XX века была разработана углепластиковая теплозащита на основе фенолтриазиновых смол для возвращаемого космического корабля по проекту X-38, однако проект был свернут на этапе прототипов. Разработчики суборбитального ракетоплана Lynx Mark II фирмы XCOR Aerospace также планировали использование абляционной теплозащиты на основе фенолтриазиновой смолы. Для возвращаемого пилотируемого космического корабля Орион, который планируется к использованию в рамках программы Artemis, разработан абляционный теплозащитный материал на основе фенолтриазинового связующего и кварцевых волокон.
Негорючесть материалов на основе фенолтриазиновых смол обуславливает их применение на транспорте (авиационном, железнодорожном и пр.) для отделки интерьера салона.